# بني منفاس (عبس)

تعديل مصدري - تعديل

بني منفاس هي إحدى قرى عزلة مطولة بمديرية عبس التابعة لمحافظة حجة، بلغ تعداد سكانها 131 نسمة حسب تعداد اليمن لعام 2004.